# Louis Le Vau
Louis Le Vau (Parigi, 1612 – Parigi, 11 ottobre 1670) è stato un architetto francese.

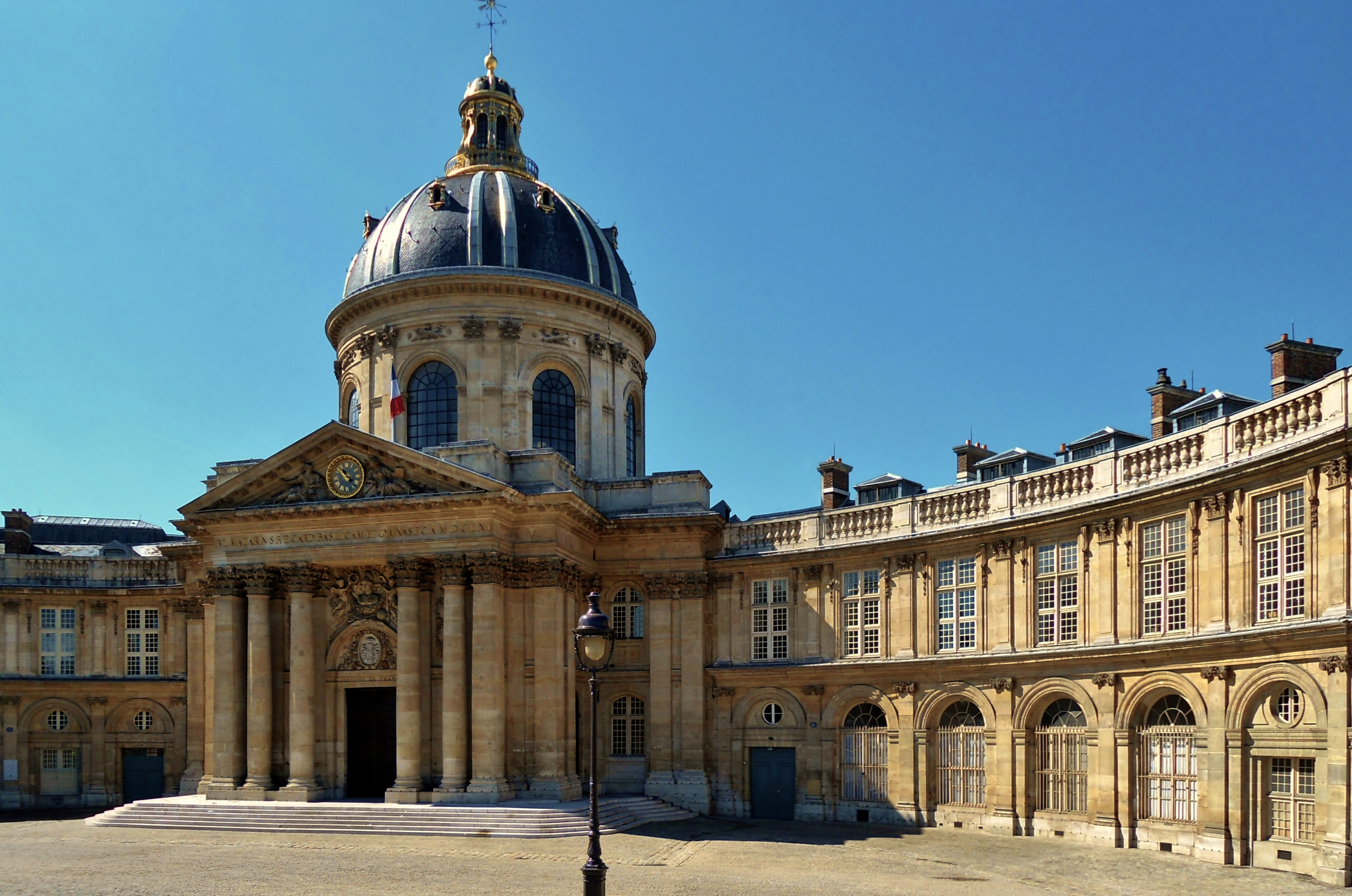
Il Collège des Quatre-Nations, costruito da Le Vau.

Contemporaneo di Mansart e di Jacques Lemercier, Louis le Vau è stato uno dei creatori del classicismo barocco francese, ossia lo stile "Luigi XIV" che ha saputo ben sposarsi con l'arte barocca. Il suo stile si distingue per la semplicità delle costruzioni e per le eleganti decorazioni. La sua più grande opera è il castello di Vaux-le-Vicomte.
Da non confondersi col fratello François Le Vau, architetto della chiesa di Saint-Louis-en-l'Île à Paris.

## Biografia

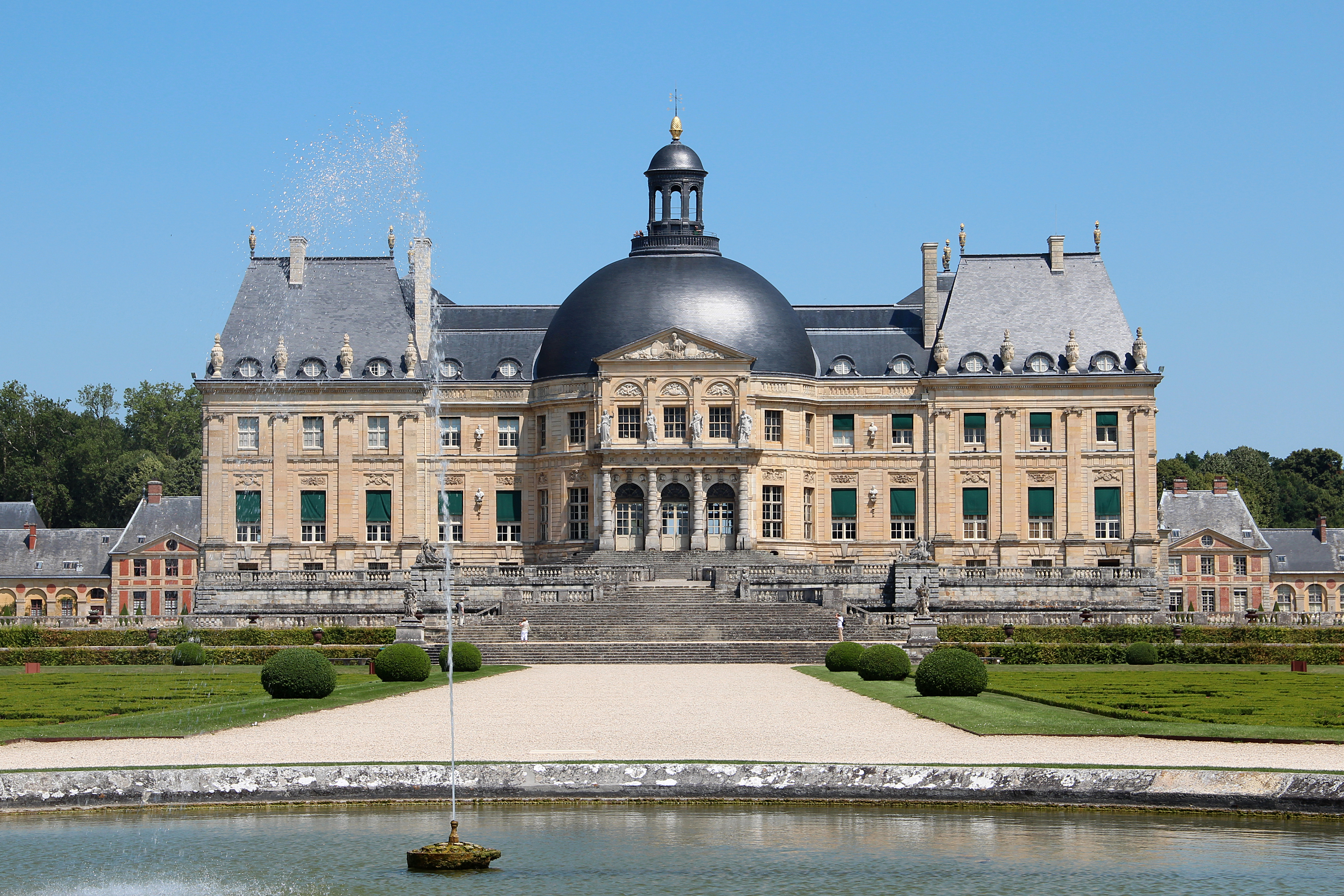
Il castello di Vaux-le-Vicomte.

Suo padre, anch'egli Louis, abbandona la sua attività di intagliatore di pietre nel 1634 per darsi all'edilizia e diventare poi nel 1635 maestro edile. Il giovane Louis collabora col padre con disegni e consigli, che gli permettono di cominciare proprio in quegli anni la sua carriera di architetto e di entrare nel cantiere dell'île Saint-Louis, occupandosi di svilupparla per renderla una zona abitabile. Costruisce delle dimore ordinarie: tre per Nicolas Pontheron, due per Guillaume Véniat e Denis Postel, tre per Pierre Chomel e sette per Antoine Le Marier, ma anche per dei ricchi clienti come Sainctot, Hesselin, Gruyn des Bordes, Jean-Baptiste Lambert, o Gillier («Hôtel de Gillier», sul quai d'Anjou negli anni 1637-1639), e infine delle residenze di campagna.
Diviene celebre nel 1654 per la nomina a primo architetto del re Luigi XIV. Nel 1656 Nicolas Fouquet gli commissiona la costruzione di Vaux-le-Vicomte, dove punta alla grandiosità e non al rispetto dei canoni dell'architettura classica. Al centro della facciata dal lato del giardino Le Vau crea un salone ovale che fuoriesce dalla struttura cubica dell'edificio e permette, dall'interno, une vista panoramica sui giardini creati da André Le Nôtre. Questo tipo di salone avrà una grande posterità durante nell'architettura dei castelli francesi del Settecento. Dopo il 1660 e la disgrazia di Fouquet lavora per il re Luigi XIV, come il pittore Charles Le Brun et Le Nôtre: completa il castello di Vincennes costruendo i padiglioni del re e della regina e l'hôpital de la Salpêtrière, lavora alle facciate delle Tuileries, ricostruisce la Galleria di Apollo al Louvre e vi realizza ulteriori abbellimenti. Verso la fine della sua vita, cura i lavori di ampliamento della castello di Versailles, creando la cosiddetta "Enveloppe", un grande edificio che ingloba il vecchio castello di pietra e mattoni di Luigi XIII che Luigi XIV voleva conservare. A Parigi, Le Vau progetta il Collège des Quatre Nations, con la sua famosa piazza ellittica che si affaccia sulla Senna.
Alla sua morte viene rimpiazzato da Jules-Hardouin Mansart come primo architetto del re sul cantiere della reggia di Versailles.
È sepolto nell'Église Saint-Germain l'Auxerrois.